# Reseda

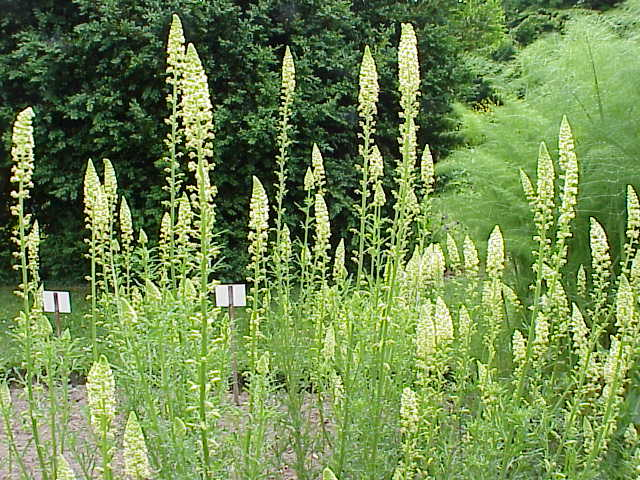
Reseda lutea.

Reseda L. é um género de plantas com flor pertencente à família Resedaceae, que inclui várias espécies fragrantes utilizadas como planta ornamental e para produção de aromas e de corantes usados em tinturaria. O uso destas plantas em tinturaria cessou no início do século XX devido à disponibilidade de corantes amarelos sintéticos mais baratos e eficazes.

## Espécies
A base de dados taxonómicos The Plant List  aponta como validamente descritas as seguintes espécies de Reseda (incluindo nomes infraespecíficos:
- Reseda alba L. White Mignonette
  - subsp. myriosperma (Murb.) Maire
- Reseda arabica Boiss.
- Reseda aucheri Boiss.
- Reseda barrelieri Bertol. ex Müll.Arg.
- Reseda bucharica Litv.
- Reseda complicata Bory Glaucous Mignonette
- Reseda decursiva Forssk.
- Reseda ellenbeckii Perkins
- Reseda glauca L.
- Reseda globulosa Fisch. & C.A.Mey.
- Reseda gredensis (Cutanda & Willk.) Müll.Arg.
- Reseda inodora Rchb.
- Reseda jacquinii Rchb.
  - subsp. litigiosa (Sennen & Pau) Abdallah & de Wit
- Reseda lanceolata Lag.
- Reseda lutea L. Wild Mignonette
  - subsp. neglecta (Müll.Arg.) Abdallah & de Wit
- Reseda luteola L. Weld
  - subsp. biaui (Pit.) Maire
- Reseda media Lag.
- Reseda minoica Martín-Bravo & Jim.Mejías
- Reseda muricata C.Presl
- Reseda odorata L. Common Mignonette
- Reseda orientalis (Müll.Arg.) Boiss.
- Reseda paui Valdés Berm. & Kaercher
  - subsp. almijarensis Valdés Berm. & Kaercher
- Reseda phyteuma L. Corn Mignonette
  - subsp. collina (Müll.Arg.) Batt.
- Reseda pruinosa Delile
- Reseda scoparia Brouss. ex Willd. Canaries Mignonette
- Reseda stenostachya Boiss.
- Reseda stricta Pers.
- Reseda suffruticosa Loefl.
  - subsp. barrelieri (Bertol. ex Muller) Fern. Casas, Molero & J. Pujadas
- Reseda tymphaea Hausskn.
  - subsp. anatolica (Boiss.) Abdallah & de Wit
- Reseda undata L.
  - subsp. gayana (Boiss.) Valdés Berm.
  - subsp. leucantha (Hegelm. ex Lange) Aránega ex Valdés Berm.
- Reseda urnigera Webb
- Reseda villosa Coss.
- Reseda virgata Boiss. & Reut.
- Reseda viridis Balf.f.

- Lista completa de espécies

## Classificação lineana do género
| Sistema | Classificação                      | Referência               |
| ------- | ---------------------------------- | ------------------------ |
| Linné   | Classe Dodecandria, ordem Trigynia | Species plantarum (1753) |